# Guignardia calami
Guignardia calami är en svampart som först beskrevs av Hans Sydow, och fick sitt nu gällande namn av Arx & E. Müll. 1954. Guignardia calami ingår i släktet Guignardia och familjen Botryosphaeriaceae.   Inga underarter finns listade i Catalogue of Life.